# Gustaf Beling
Erik Gustaf Beling, född 23 november 1893 i Hille församling, Gävleborgs län, död 16 juli 1993 i Uppsala domkyrkoförsamling, var en svensk jurist och ämbetsman.
Gustaf Beling var son till handlanden Victor Svensson och Ida Danielsson. Efter studentexamen i Gävle 1913 läste han juridik i Uppsala och blev juris kandidat där 1918. Han blev fiskal vid Svea hovrätt 1924, assessor 1930, tillförordnad revisionssekreterare 1933, hovrättsråd vid hovrätten för Övre Norrland 1936 samt slutligen häradshövding vid Ångermanlands norra domsaga 1937–1948 och vid Livgedingets domsaga 1948–1960. Han var ordförande i Slaviska missionen från 1955 och ledamot av stadsfullmäktige och kyrkofullmäktige i Örnsköldsvik 1939–1942. Beling var kommendör av Nordstjärneorden (KNO).
Han gifte sig 1924 med Elsa Åberg (1897–1969), dotter till landsfiskalen David Andersson och Hanna Sillén. De fick barnen Sven 1925 (gift med Dagmar Beling), Carl Gustaf 1927, Ingegerd 1928, Anders 1932, Matts 1934 och Gunilla 1942. Yngsta dottern är mor till skulptören Hanna Beling. Makarna Beling är begravda på Tierps kyrkogård.